# (1938) Lausanna
(1938) Lausanna ist ein Asteroid des Hauptgürtels, der am 19. April 1974 vom Schweizer Astronomen Paul Wild, vom Observatorium Zimmerwald der Universität Bern aus, entdeckt wurde.
Der Asteroid ist nach der Schweizer Stadt Lausanne benannt. 